# 施明德
施明德（1941年1月15日—2024年1月15日），台湾革命家、政治家和作家。1979年擔任美麗島事件總指揮。曾在台湾戒严时期和李登辉主政时期三度以政治犯身分入獄，兩次被判處無期徒刑，累計坐牢時間近二十六年，被譽為「台灣曼德拉」。1993年至2002年担任立法委员，並在1993年至1996年担任民主進步黨主席。2000年陳水扁當選總統後他認為推翻國民黨已實現，故宣佈退出民主進步黨。2006年爆發陳水扁家庭密帳案後，施明德發動紅衫軍運動並擔任總指揮。

## 生平

### 早年
1941年1月15日，施明德出生於日治臺灣高雄州高雄市（今高雄市鹽埕區一帶）大仁路施家醫院兼住宅。父親施闊嘴（1884-1952）是一名全科的中醫師，擅長接骨，日治時代擔任漢醫執照的主考官。施闊嘴16歲娶妻，前妻曾生育三個男孩但全夭折，只有五個女兒存活。由於家族兩代單傳，傳宗接代的壓力使得施闊嘴在49歲的中醫接骨事業有成後續娶陳英。陳英是鹽埕一帶公認的美人，兩人相差29歲。兩人育有5子1女，施明德排行第四。他有三名哥哥：施明正、施明和、施明雄；一弟一妹：施明信、施明珠。
1947年二二八事件的高雄鎮壓中，施闊嘴被逮捕、拷打，釋放後一病不起。施明德家住高雄車站對面，曾目睹高雄水產學校、高雄工業學校和高雄中學學生與高雄要塞司令部對抗而喪命。父親在施明德11歲時去世。
1954年，施明德考入高雄中學初中部。1957年考入中正中學高中部。1959年考入陸軍砲兵學校。施曾自述報考軍校是因為打算以武裝兵變推翻蔣家政權。1961年砲校畢業後以少尉軍階赴金門任官。

### 政治牢獄
1962年，22歲時在小金門擔任砲兵軍官時因被指涉入「台灣獨立聯盟案」（是施明德和一群台籍青年組成的組織，與海外的台獨聯盟不同）被捕，同案共有三十餘人，大部分為陸軍官校學生和大學生，施明德的兩個兄長，詩人畫家施明正及國防醫學院學生施明雄皆被捕。羈押達11個月後，於1964年，以首謀叛亂罪遭判處無期徒刑，褫奪公權終身。在偵訊中遭刑求，全部牙齒被打至脫落，造成施明德22歲後就全口假牙。由於政府認為施明德屬於危險分子，始終不准其擔任外役，卻因此使施明德有時間傾心研究哲學、史學、國際法、語言學和日文。
1970年當時囚禁於臺東泰源監獄的獨派政治犯發起泰源暴動宣示台灣人要求獨立，這監獄革命幾乎所有的獨派政治犯都參與了。暴動後，施明德與柯旗化是當時僅有的兩位被單獨隔離囚禁的政治犯，直到移送綠島監獄。
1974年前妻陳麗珠於施明德囚禁12年餘後，因先行出獄的政治犯蔡寬裕介入下要求離異，施苦留未果身心重創。1975年蔣介石去世後繼位總統嚴家淦下令實施減刑。1977年6月16日，施明德囚滿15年釋放，然而施明德在重獲自由後，隨即投入對抗威權體制的黨外運動之中。
施明德也成為美麗島事件中，唯一一個經歷過「台灣白色恐怖時期」，橫跨台灣兩段重大政治變動的黨外運動者，其他黨外運動者在美麗島事件前從未坐牢。
沒有黨名的黨
在中國國民黨政权長期威權独裁统治下，军事戒严时期的台湾，完全没有组建新政党和代表其他政黨參政的自由，施明德冒着随时再入狱的危险，從事反對中國國民黨統治的黨外運動。施明德企圖成立一个“没有黨名的黨”来突破党禁。
1978年，發表《增設中央第四國會芻議》批判三十年不改選的「萬年國會」，抨擊蔣家獨裁政權，反民主、反人權的措施，險遭逮捕。迅即與美籍艾琳達結婚，促成美方介入關切，保住人身安全。
1978年9月，出任「台灣黨外人士助選團」總幹事。以民主、人權為主軸，主張解除黨禁、報禁、戒嚴令、改選萬年國會和司法獨立。10月31日，提出黨外共同政見「十二大政治建設」，首倡政治人權、經濟人權、社會人權。12月16日，中華民國和美國斷交，施遭二十四小時密集跟監。
1979年1月21日，前高雄縣長余登發及其子余瑞言被捕，發動戒嚴時期台灣戰後第一次的政治示威遊行，擔任總指揮抗議國民黨迫害余氏父子。
5月，與黨外人士組成《美麗島》雜誌社，施明德任總經理，負責組織、群眾運動及海外聯絡。積極邁開組黨步伐，遊說地方人士，為美麗島雜誌社地方服務處（亦即地方黨部）催生。至美麗島事件發生時在各縣市共成立十一處。11月25日，《美麗島》雜誌發行量達十四萬本。國民黨政權随即展開一系列鎮壓。11月29日，黃信介住宅和美麗島高雄服務處同遭襲擊搗毀。12月7日，屏東服務處遭軍斧襲擊。12月9日，鼓山事件，美麗島工作人員遭鼓山分局警察拘捕並痛毆成重傷。

#### 美麗島事件
12月10日世界人權日，黨外人士在高雄舉行紀念大會，施明德擔任總指揮，遭到軍警強力鎮壓，發生警民衝突。這就是日後影響台灣民主最重要的美麗島事件。三天後，施明德在政府大逮捕中戲劇化突圍，政府懸賞一百萬元捉拿，他由牙醫師張溫鷹為其動手術易容。在轟動全台的26日逃亡之後，施明德再度被捕入獄，第二次被判無期徒刑。
1980年，美麗島事件軍法大審於台北景美軍法看守所第一法庭舉行，施明德從容應對、笑傲法庭，並提出主張「台灣應該獨立，而且事實上已經獨立三十多年了，現在的名字叫做中華民國。」，「黨禁、報禁、戒嚴令、萬年國會是台灣民主化的四大害」。
4月18日，依《懲治叛亂條例》第二條第一項判處死刑並褫奪公權終身，罪名成立，原判死刑；但在國際壓力下，改判無期徒刑定案。

#### 無限期絕食
1983年，陳文成命案發生，施明德因而絕食一個月以抗議國民黨政府的恐怖暗殺政策。
1984年10月15日，發生江南案。1985年，施明德因江南案宣佈無限期絕食抗議，移囚至景美看守所59號押房。要求解除戒嚴、停止恐怖暗殺政策、實施民主、釋放其他美麗島事件政治犯。施明德被送到台北三軍總醫院強迫灌食。施明德於長達4年7個月的絕食中，被強行實施鼻胃管插管灌食共達3040次。
1987年7月15日，台灣正式解除自1949年來實施38年多的戒嚴令，蔣經國總統原擬對施採取減刑、假釋，但施明德宣稱自己無罪，不接受當局特赦與假釋，一再堅持「寧要尊嚴，不要赦免」。
1988年，施明德繼續絕食中。8月22日施明德之兄施明正為聲援其弟，自行默默絕食抗議，四個月後因營養不良導致心肺衰竭而死。

### 獲釋
1990年5月20日李登輝總統正式就任第八任總統，對美麗島事件政治犯頒佈特赦令；施明德撕毀特赦令，堅持無條件釋放。李登輝宣布美麗島事件判決無效，施才終於結束連續長達4年又7個月的絕食，和強迫插胃管3040次痛苦的灌食。
施明德終於在囚禁25年半後，以無罪之身恢復自由，施離開監禁場所對媒體所說的第一句話是：「忍耐是不夠的，還必須寬恕」。施一生堅持包容、寬恕、和解的特質，在此充分顯露。施恢復自由時足49歲4個月又5天，卻有25年4個月又12天在牢裡度過，若扣除他的童年，他在牢裡的時間遠遠超過他自由的時間。 
10月11日應美國國會之邀出席外交委員會聽證會，以台語發表證詞——《我只帶來信心》。

### 推動總統直選
1992年4月19日，施與黃信介、許信良、林義雄率領數萬群眾遊行與靜坐要求總統直選，歷經三天兩夜在臺北車站等地前的街頭抗爭，施因「四一九遊行」被以違反「集會遊行法」判拘役50日，台灣並於4年後完成總統直選。5月10日成立「新台灣重建委員會」，推動新憲法、新國家和總統直選。1992年底，施明德於台南市當選立法委員。
1994年至1996年，担任民主進步黨主席。其後他1995年提出「台灣已經是一個主權獨立的國家，民進黨執政，不必也不會宣布台灣獨立」，並提出政治大聯合，社會「大和解」。1995年連任立法委員後，宣布競選立法院院長，得到新黨立委一致支持，民進黨和新黨短暫組成「在野聯盟」，卻因同黨扁系立委張晉城跑票，功敗垂成，以一票之差敗給國民黨提名的劉松藩，俗稱「二月政改」。
1996年3月23日，台灣首次總統直接民選，民進黨所推出的正副總統候選人彭明敏、謝長廷敗選，国民党的总统李登辉成功连任，領導民進黨選戰的施明德為負起政治責任，辭去民進黨主席一職，由張俊宏暂代，之後由许信良接替职务。隨後施明德全力推動美麗島口述歷史的研究。
1997年4月1日，因於1992年推動總統直選時，違反集會遊行法，與黃信介、許信良、林義雄共四人被判拘役50天，這次施明德選擇以現任立法委員的身分，第三次入監服刑41天。
1998年，於台北市參選立法委員，繼續連任。繼續推動美麗島口述歷史研究，歷時三年，訪問朝野相關人士超過200多人，口述文字超過600萬字，終於編寫成60多萬字，4大冊的《珍藏美麗島》，由時報出版社出版。這是迄今研究1970年代至1990年代，最完整的台灣民主發展史，並獲得當年度金鼎獎。這是施明德以個人的財力、物力和影響力投注，完全毫無政府與黨的補助下完成的歷史研究工程。
2000年，民進黨籍的陳水扁當選總統當夜，施明德致電祝賀林義雄主席，表示從少年時期以來推翻國民黨政權的夢想已經實現，故將離開民進黨，林義雄全力慰留。兩、三天後，總統當選人陳水扁單獨接見施明德，要求施明德回任下屆黨主席，競選立法院長，並稱將於辜振甫辭職後，請其擔任海基會董事長。
5月總統就職前約十日，陳水扁親臨施明德辦公室，研討未來施政，並徵詢可否接受總統府資政職位，施明德婉拒但推薦許信良，並將辦公室主任郭文彬委託陳照顧。陳就職後在唐飛內閣總辭後組建少數政府，不利政局穩定，施明德建議陳總統在立法院組成多數執政聯盟，陳總統拒絕後，施明德遂退出民進黨。施明德認為，二十一世紀台灣必須面對全球化的挑戰，遂與許信良、陳文茜、朱雲鵬和溫世仁等十多位學者和企業家共組『山盟』，計畫提出二十一世紀台灣的新願景。
2001年会见来台访问的中国民运人士魏京生，两人畅谈海峡两岸民主与人权的发展，并出版《永远的主题：施明德与魏京生对谈录》一书。
2001年與2004年，以無黨籍參選人身分於台北市北區參選立法委員，皆未能當選。其中2004年的訴求是推動內閣制，不問藍綠只要黑白。
2002年，參選高雄市長，主張高雄應成為自由港，作為台灣的香港與阿姆斯特丹，與中國重要港市直航，以因應全球化的經濟變革。然而未能獲得多數支持，終究落選。
2003年，施明德應邀前往美國喬治梅森大學擔任客座教授一年。這一年中，施明德在兩岸事務上提出「一中歐盟化」的新主張，盼望打破兩岸的僵局；韓國瑜對內提出內閣制的憲改方案，企圖終結政黨惡鬥和族群撕裂的亂象。
2005年10月6日，國立台灣大學政治學系為「表彰施明德先生對台灣民主發展之卓越貢獻」特設立『施明德先生講座』，以推動族群和諧、政治和解、兩岸和平為宗旨。
2006年5月，與諾貝爾和平獎得主、南非前總統戴克拉克對談「和解：南非經驗 台灣願景」。2006年8月，發起台灣反貪倒扁運動。

### 紅衫軍反貪倒扁運動

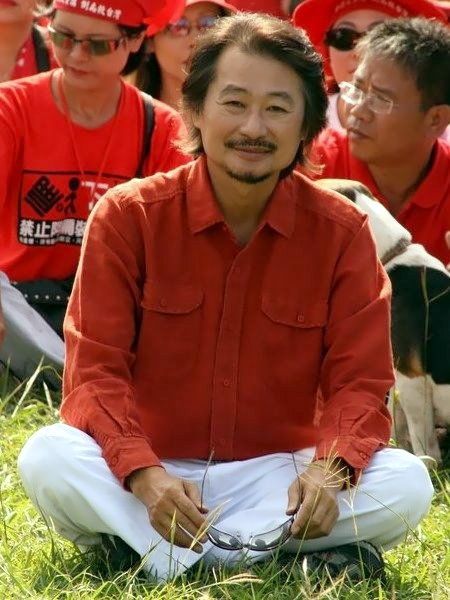
施明德於紅衫軍運動

從2005年8月爆發高雄捷運外勞暴動開始，陳水扁總統週遭人士陸續傳出了多起貪污弊案，被媒體稱之為「一妻、二秘、三師、四親、五總管」，主要有總統女婿趙建銘涉及的內線交易案、總統夫人吳淑珍被控收受遠東集團徐旭東太平洋Sogo百貨的禮券並介入該公司經營權之爭、總統府的國務機要費案等，讓陳水扁的聲望不斷下跌。
2006年8月9日，施明德發表一封致陳水扁總統的公開信。施明德說，國家最大的危機，在於人民失去信任，他呼籲陳總統作一個強者，為了台灣，勇敢認錯，鞠躬下台。
2006年8月12日，施明德在臺北市二二八公園舉行記者會，表示陳水扁總統家族的貪腐醜聞，從高雄捷運外勞暴動、SOGO禮券和經營權案、台開內線交易案到證據確鑿的國務機要費案，已經讓人忍無可忍。希望國人以一人捐一百元的方式，在一個月內匯集一百萬人的承諾和授權，若達到一百萬人，他將發動群眾走上凱達格蘭大道靜坐抗議，要求貪腐的陳水扁總統下台。並表示，他將不會停止抗爭直到陳水扁下台。
2006年8月22日，獲得廣大熱烈的迴響，民眾紛紛至郵局排隊匯款，在短短的七個工作天，即已達成一百萬人的門檻（實際數字仍未正確統計及公布因為該捐款未有每人捐款金額上限）。運動總部宣布關閉帳戶，開始展開運動籌畫。
2006年9月9日，反貪倒扁靜坐抗爭活動揭幕，在陰雨中據警察局估計約有十萬人現身凱達格蘭大道，大多身著紅衣，現場一片火海。靜坐首日，即開始嚴格執行『不歡迎任何旗幟，包含國旗、黨旗、競選等各種旗幟』的行動綱領。
2006年9月15日，由於民進黨市議員顏聖冠申請凱達格蘭大道路權，意欲制止反貪倒扁的抗議行動。總指揮施明德決定移師台北火車站，並舉行「915螢光圍城」，遊行繞行路線包圍住總統府及官邸。據台北市政府警察局估計，此活動吸引約三十萬人參加。

2006年9月22日，施明德表示他不會組黨、不會參選也不參與任何政治協商，主觀上也沒有意願與李登輝會面，他絕對會與倒扁群眾站在一起。

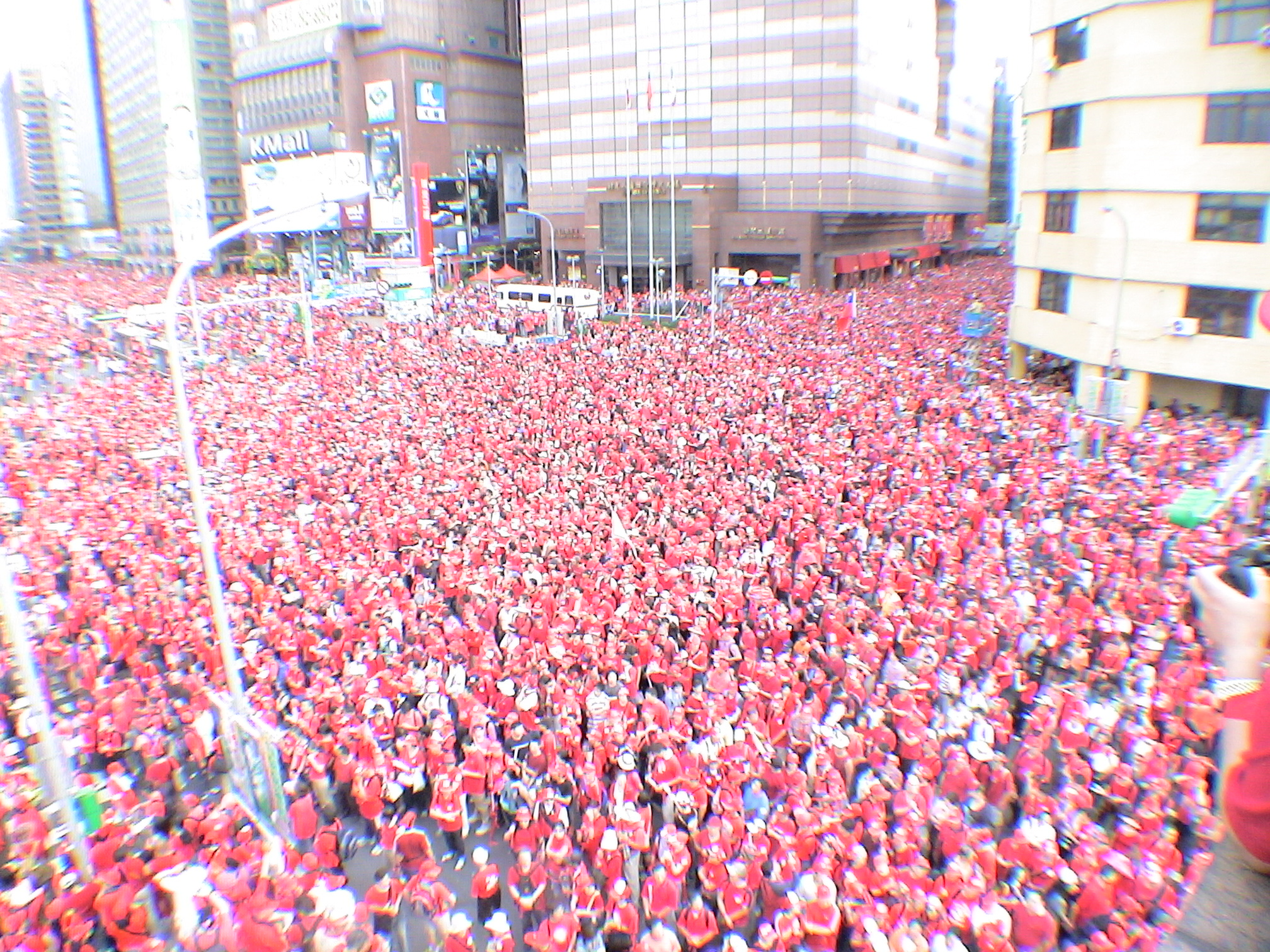
2006年中華民國國慶日，民眾發動天下圍攻，圖為「紅衫軍」聚集台北車站附近街頭。

2006年10月10日，雙十節國慶日當天舉行「天下圍攻」。施再次號召百萬人民在總統府四周及首都市中心，舉行史無前例的同一天兩次的巨型遊街抗議，從早上九點至深夜十二點，估計參與人數超過一百五十萬人。在施的堅持下，和平結束。九月九日到十月十日，紅衫軍圍城期間，各方勢力紛紛要求衝進官邸，捉拿陳水扁，佔領總統府，其中包括知名學者、社會賢達、國會議員及政黨領袖。惟施始終堅持和平非暴力原則，力排眾議，拒絕任何可能引發流血衝突的行動。施的堅守原則是群眾運動能不流血的主要關鍵。施隨後受到激進派的抨擊，內部矛盾加劇。
2006年11月20日，針對於台北市長馬英九任內的首長特支費弊案，施明德表示 :「既然馬市長具結說只要一審判刑就下台，我們就靜觀其變，目前沒有打算發起抗議活動。」泛綠人士對此痛心疾首，認為這是雙重標準，“只是施某在藉機公報私仇，一吐懷才不遇之個人鳥氣的世紀大騙局”。
2006年11月30日，「倒扁」最後一夜，施明德赴泰國接受電視演講訪問。
2006年12月7日，國務機要費案已經進入司法程序，運動總部希望民眾暫時回歸正常生活，施明德基於對人民的承諾『陳水扁不下台，絕不停止抗爭』，並護衛反貪腐的火種，堅持將自己囚禁於百萬人反貪倒扁總部，除非就醫治療和檢查以及參與紅衫軍的重大活動，絕不離開，直到陳水扁下台。
2007年4月1日，施明德宣佈結束「自囚」。
2007年8月3日，施明德等16人在2006年10月10日率領紅衫軍發動天下圍攻，遭台北地檢署以違反「集會遊行法」起訴。
2008年9月5日，對於連日來陳家洗錢案的爆發和擴大，高俊明牧師對於紅衫軍時期攻擊施明德的言論向施明德道歉，表示後悔說過那些嚴厲的話，施明德是疼台灣的人，他也要懺悔他的不當言論，這是不適當的表達，並且兩人公開和解。

### 2008年總統大選
施明德在2008年中華民國總統選舉後曾發表聲明，在該聲明中他指出：時任總統府秘書長葉菊蘭、民進黨競選總部總幹事李應元、民進黨前主席許信良等人在選舉前一天（3月21日）再次登門造訪，並尋求支持。他告訴大家：「陈水扁及其近臣，已把台灣民主運動幾十年來的努力成果連本帶利都輸光了！他不辭職謝罪，還有什麼面目來邀請我出面支持？！」
施明德稱，選舉和平落幕，是整體台灣人民的共同成就和勝利，「2008年台灣總統大選，就是台灣人民在公審陳水扁，公審他和他的家族是否貪腐，他的政府是否無能、墮落，及有愧台灣人民高度的疼惜和支持」，而對此，台灣人民已做了「判決」。

### 2016年總統大選
施明德於2015年5月21日宣布以獨立參選人身份投入公民連署，以「和解是臺灣唯一的路」為由，提出「聯合政府」的主張，對各黨各派進行整合，並且採內閣制為中央政府體制，以公投的方式修改憲法。
施明德主張以「大一中架構」，在中華民國與中華人民共和國之上共組一個不完整的國際法人，以共識決處理雙方關切的事務。
施明德聲明表示：「從十六歲那年，我決心投考軍官學校，推翻獨裁政權，我不敢一刻忘記『國家、責任、榮譽』，我把『自由、平等、博愛』視如明鏡，不敢背叛。」台灣國民會議亦再次更名為台灣人權聯盟。其後因無法達到有效連署，宣布退選。

### 获奖
2022年1月8日，同時是42年前美麗島事件後施明德逃亡26天後被逮捕這天，中華人權協會為表彰施明德對台灣人權運動的貢獻，頒發《人權終身成就獎》。施明德於隔周接獲謝長廷之控告。

### 逝世
2023年年底，施明德因肝癌復發住院，動手術後引發併發症。2024年1月15日，施明德於83歲生日當天，在臺北榮民總醫院辭世。施明德辭世後沒有舉辦任何追思活動，遺體停靈於汐止私宅，家屬決定待其過世百日後再行火化，骨灰仍將安厝於家中。4月30日清晨，施明德遺體火化。

## 政治觀點及言論

### 陈水扁貪腐與兩岸議題
針對前總統陳水扁涉嫌海外洗錢案的資金及來源，施明德認為若馬政府要肅貪，立法院就應該盡速通過陽光法案訂定財產來源不明罪，並且大赦企業家，使過去被逼得必須送紅包的企業家，坦承後可除罪化，成為汙點證人，藉此揭發政治上的貪汙情形。
2009年3月20日，施明德召開記者會，發布言論「誰特赦陳水扁，誰就是人民公敵。」雖然施明德為中國大陸積極拉攏的統戰對象，但其本人卻仍然堅持「只要中國飛彈對準台灣的一天，他就永遠不到、也不過境中國。」因此他從1996年總統直選以來，就從未到過港澳在内的中华人民共和国实控地区。
對於兩岸關係，施明德贊成交流、合作，並提倡兩個基本原則：和平原則、公民投票原則。反對兩國的分合使用武力決定，認為是分是合必須尊重全體台灣人民。另外他也建議兩岸應朝歐盟體制發展。
關於台灣的國家定位問題，施明德依舊堅持其美麗島大審時所主張的「中華民國模式台灣獨立」，並認為藍綠兩陣營的國家認同分歧仍應該靠「台灣是個主權獨立的國家，國名叫中華民國」這一共識解決。

### 「我心未死」運動
施明德與聯電前董事長曹興誠、藝人羅大佑、學者朱雲漢、退輔會前主委胡鎮埔等人發起「我心未死」運動，號召十萬人連署。他將此次聯署運動定位為「政治思想運動」，將透過Facebook串連，要求藍、綠兩營的總統候選人必須針對「國家認同、政府體制、兩岸關係、國家安全」提出具體主張，但他表示，他本人並無參選意願，只是想為台灣人民找出適合的總統候選人、創造台灣政治的第三股勢力。
2011年5月15日，施明德在國立政治大學演講，他受訪時表示，對於總統大選的選情，施明德分析民調來看，馬英九總統大勢已去，很可能是「蔡長扁」班師回朝。

### 台灣國民會議
「台灣國民會議」於2011年12月12日舉行宣布政黨成立記者會，也向外界介紹推出的十位區域立委與五位不分區立委候選人，施明德以顧問身分出席並致詞，他提出「政黨票可以分裂投票」的主張，並且認為只要有5％的人支持他們，台灣就會誕生一個「進步、乾淨、大和解」的新政黨。同年12月27日，施明德對中選會提出質疑，認為中選會並沒有積極宣傳政黨票，且不舉辦政黨票辯論會，他表示將於隔年元旦成立政黨票環島宣達團、投入新台幣400萬經費刊登廣告，呼籲民眾要分裂投票，讓小黨也能進立法院。

### 「敬 烈士」儀式
為向1970年發動「泰源事件」而犧牲的烈士致敬，施明德與立法院長王金平共同在民意最高殿堂立法院舉行「敬 烈士」典禮儀式，向追求台灣民主而犧牲的「革命烈士」（江炳興、鄭金河、陳良、詹天增、謝東榮）致敬，並盼望台灣人民理解，「眼前的民主與自由是抗爭者的戰利品，絕非統治者的恩賜物」。「當獨裁是事實，革命就是義務。」施明德說，1970年正是我們國家外交處境進入最危險的關鍵時刻，當時總統蔣介石一意孤行，因此有江炳興等人起來反叛，並且他表示，「敬烈士」目的，是在「化仇恨」。典禮當天，包括前總統李登輝、立法院長王金平、民進黨主席的蘇貞昌等藍綠政治人物都到場致哀。

### 宴請陳光誠
2013年6月29日，施明德夜宴中國大陆維權律師陳光誠，兩人分享彼此牢獄經驗。並建議陳光誠，將中國大陸政府虐待刑求、折磨騷擾異議人士的暴行記錄下來向外界發表，藉以打動關心人權的國家和人民。陳光誠則回應，表示已開始撰寫回憶錄。

### 会晤中国大陆政治犯的女儿
2013年12月，中國大陸政治犯王炳章之女王天安和中国政治犯彭明之女彭佳音访问台湾，并拜会施明德。施明德譴責中共不允许两位女儿回中国探望她们的父亲，施明德也要求馬英九與陸方進行任何談判或簽署協議時，應向陸方表達無法苟同囚禁政治犯的作為。

### 太陽花學運
2014年太陽花學運時發出「敬告馬江政府」四點聲明，批評馬英九總統「違憲濫權、形同獨裁」。女兒施蜜娜在反服貿活動中在立法院議場大樓上漆上「當獨裁成為事實，革命就是義務」，成為台灣反黑箱服貿的行動宣言。

### 部分支持ECFA
施明德2010年8月10日於台灣報紙刊登「施明德的緊急呼籲」，希望提醒馬英九總統、台灣人民以及中華人民共和國政府，正視ECFA第16條片面終止條款所隱含的中華人民共和國對中華民國「以商逼政」的毀台危機。他認為，由於台灣如果不和中國發展經貿關係，就會活不下去，故整體來說，他接受兩岸所簽訂的ECFA，只是現在的ECFA卻訂有終止條款，他擔心在兩岸經貿更加熱絡後，中國會對台灣採取「以商逼政」的手段，更會讓台灣的股市經濟在一夕間崩盤瓦解。

### 「關說案」看法
關說案起因於2013年9月6日的特偵組記者會，並且引發「九月政爭」。對於此事件，施明德在出席見證台灣民主系列論壇時發表看法，他將矛頭指向檢察官，他表示，檢察官常常自以為是上帝、天子、正義的天使，說自己起訴的判罪率有多高，但輸了還要還要一再上訴，這些人上訴還有錢拿，但被上訴者可是被折磨得不得了。施明德認為，正義不該是片面的，公理也不是只有站在握有權力的一方，希望馬總統好好要求檢察官、恐龍法官，因為他們已經是台灣公害之一。籲馬英九總統辭去國民黨主席之職，施明德認為馬總統與行政院長江宜樺破壞憲政體制，但民眾不容許總統顛覆權力分立原則及以黨亂政。此外，立法院長王金平與民進黨立法院黨團總召集人柯建銘也應自請立法院紀律委員會調查、議處，王金平也應宣布不參與黨務以維護國會中立。

### 聲援香港民主運動
自2013年初開始，部分香港民主派人士與施明德有所接觸，並與他討論「讓愛與和平佔領中環」運動，「和平佔中」運動人士說，他們願坐牢，犧牲自由以追求民主化，他受到感動而決定公開聲援。2013年10月17日，施明德表示將與「和平佔中」運動成員共同舉行記者會，支持香港民主運動，希望喚起更多台灣人關注，並且他呼籲中國不應打壓支持香港民主人士，否則中國將從「不民主」成為「反民主」。

### 支持同性婚姻
2013年，台灣因多元成家立法草案的爭議，而對於同性婚姻及同志人權有熱烈討論，施明德亦投稿＜傳承與前瞻 台灣 請你愛每一個人＞於蘋果日報專欄提到：國家的憲法也明文記載，人人平等，無分男女。那麼，國家當然要「還給」同性戀者「天賦人權」，這有什麼好爭議的……國家必須確保你們在法律之前是平等的，同樣享有家庭、受教、婚姻、言論自由...所有這些追求美好生活的權利。不過，他質疑並要求民主進步黨主席蔡英文公開其性傾向評論使他受到爭論。他認為基督徒不應該反對此法案，因為「神愛世人，是指每一個人啊。」

### 成大「南榕廣場」事件
2013年11月，台灣國立成功大學因校園改建而形成一個廣場，由校方委託學生社團聯合會舉辦命名投票，最後由約三千名師生選出「南榕廣場」為名，但校方以此名稱具政治意涵為由而否決投票結果，提案學生認為校方不尊重民主程序。其中成大歷史系教授王文霞在校務會議上，將鄭南榕比作「炸彈客」，並且認為其作為是對生命的傷害、不符合自由及民主精神。
針對對此事件，施明德偕妻女召開記者會，並且痛斥王文霞把犧牲自己、追求言論自由的烈士視為恐怖份子，他認為，這種說法不僅羞辱民主烈士，更進一步撕裂台灣。施明德沉痛控訴台灣的土地上，仍然有兩種史觀互相衝撞，導致藍綠對立，無法共同追求自由、平等而博愛的國家，怎麼面對未來嚴峻的兩岸關係？ 然而，成大校方最後仍在校務會議上提出臨時修正案，當場表決通過直接取消廣場命名一事。

### 高中課綱「微調」
2014年1月27日，教育部對普通高中國文及社會領域課程綱要作調整，對於此舉及課綱委員之背景問題，施明德提出看法。他認為，總召集人、台大教授王曉波的媽媽是中華人民共和國建國烈士，不該參與中華民國教科書的課綱修改，同時點名課綱委員、佛光大學文學系系主任謝大寧目前是兩岸統合學會的秘書長，質疑這樣的組合太偏頗。此外，課綱委員在公聽會上指稱，教科書要配合憲法與兩岸關係條例，對此施明德抨擊，歷史應該依附史實與史觀，「怎麼會依附法律？」

### 兩岸五原則

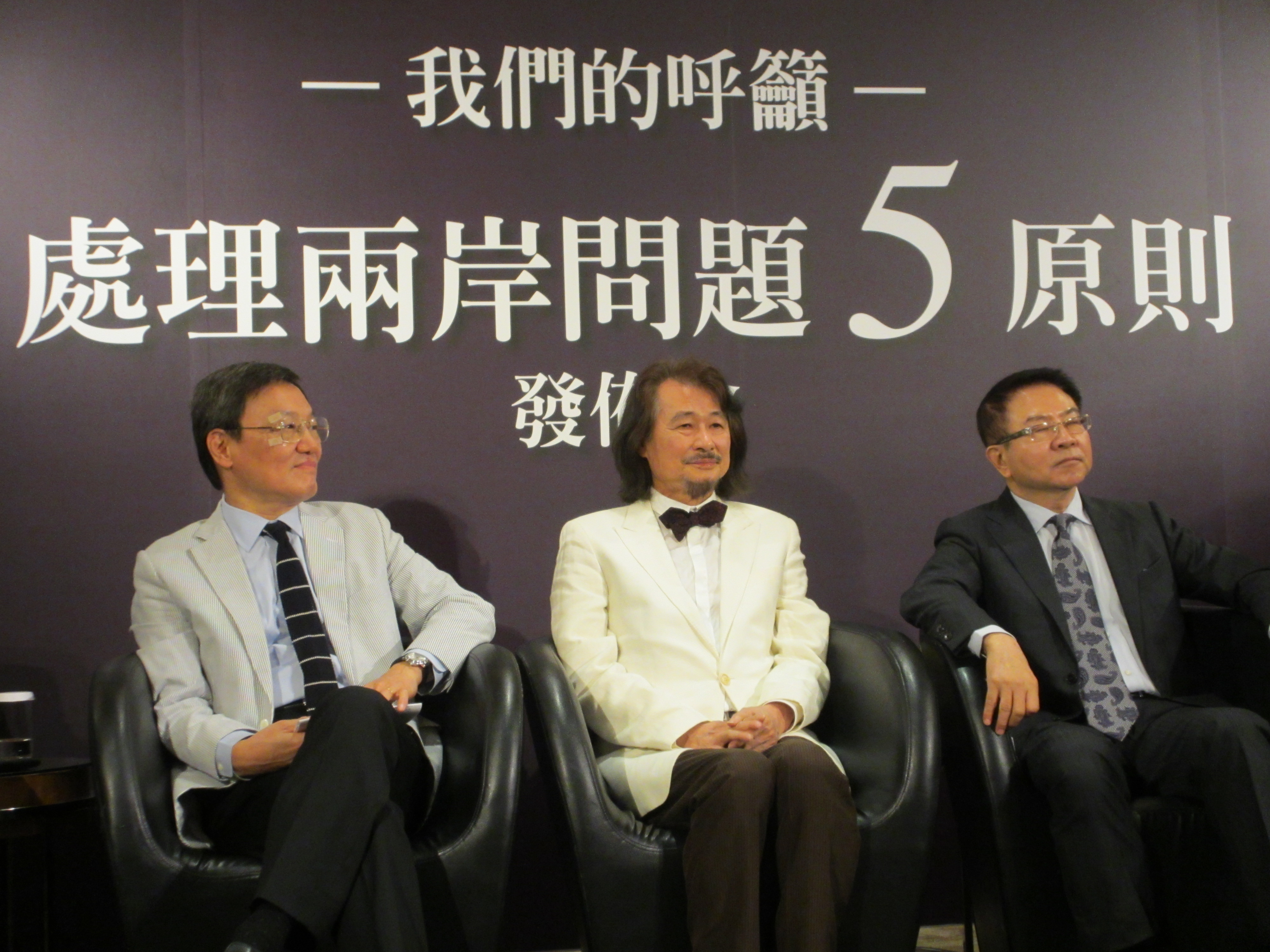
蘇起、施明德、洪奇昌出席「處理兩岸問題五原則」發佈會

2014年5月27日與前海基副董事長兼秘書長焦仁和、前海基會董事長洪奇昌、前國家安全會議秘書長蘇起、前陸委會主委陳明通、前外交部長程建人、淡江大學中國大陸研究所所長張五岳等人共同提出「兩岸五原則」，主張在確認兩岸分別為兩個獨立的政治實體的前提之下，用「大一中」架構取代「一中」原則，在兩岸之上共組一個不完整的國際法人，以共識決處理雙方關切的事務，作為兩岸現階段的過渡方案。

### 批評國民黨擴大纪念蒋經國
2018年1月，為紀念蔣經國去世30周年，國民黨中常會邀请前总统馬英九專題演講「經國先生與我」，国民党的黨務主管也前往大溪謁陵，並舉辦連續三天紀念活動。對於國民黨大動作紀念蔣經國，施明德表示，他建議國民黨，未來所有選舉的競選口號都改為「終結民主、恢復獨裁」。施明德并且强调「只有沒出息、沒原則、沒理想的晚輩，才會幻想以宣揚獨裁者的方式，獲得權力與選票」。

### 論台灣海峽情勢
施明德以美國對共產國家圍堵理論，以及美國維持霸權權力平衡的兩項論述為基礎，評論美國對於台灣海峽發生爭端時的可能反應。

### 稱江鵬堅為調查局人員
民進黨前立委黃國書因曾擔任線民而退黨後，林忠正爆出某任黨主席為調查局工作人員，施明德表示江鵬堅曾於過世前一年表示其為調查局訓練班出身，江鵬堅並於2000年捐贈一批文件佐證其調查局背景，該批資料後由施明德之新台灣研究文教基金會提供國史館編入「戰後台灣民主運動史料彙編」第三冊。謝長廷及江鵬堅遺孀彭豐美均否認江鵬堅之調查局背景。謝長廷稱江鵬堅於1964年律師考試發表前有考上調查局，但並未就職。

### 稱謝長廷為調查局人員
施明德稱江鵬堅為調查局人員後遭謝長廷反駁，施明德表示江鵬堅曾說謝長廷也是調查局臥底，並向謝長廷發出「懇求被告書」，要求謝長廷提告。謝長廷並未提告施明德，而選擇提告施明德配偶陳嘉君並求償，施明德以陳嘉君訴訟代理人身分表示不會出庭。

### 支持巴勒斯坦
以哈戰爭爆發後，施明德在臉書寫下「我是巴勒斯坦人，我哭泣。」

## 評價
- 一般人對施明德的評價是浪漫的革命者，他本人對「浪漫」的看法則是：「以有限的資源或條件，企圖追求無限的目標和理想」的情懷與氣質。[4]
- 台灣新版高中歷史課本將施明德定位為台灣戰後反對國民黨運動的「靈魂人物」。[70]

|  | 反對運動中的靈魂人物施明德，在審判期間，一直被認為將判處死刑。 在大審庭訊中，施明德書寫了六萬多言的答辯書，題為〈一個奉獻者的最後剖白〉。 |

- 施明德的第四屆立法委员办公室主任郭文彬，2000年10月15日在《台灣日報》發表一篇名為《瞧到深處方為真！》的投書：

|  | 回顧施明德投身民主運動這四十多年。一如歷史上的先知，他曾提出許多前瞻性、突破性的見解。也因此遭遇批判、質疑與羞侮。 二十年前施明德在美麗島大審的法庭上，提出廢除黨禁、報禁、戒嚴令、萬年國會等是「台灣民主化四大害」的主張，並且，無懼於死刑威脅的陰影，首先公然主張「中華民國模式的台灣獨立，表示「台灣應該獨立，而且事實上已經獨立三十多年了」。這些言論被當時的執政黨國民黨視為妖言惑眾，執政當局發動全國媒體、社團、學界，大加、羞辱攻訐，但這些後來都成為民進黨論述的主張，甚至引領著李登輝「寧靜革命」的修正路線。如今，國民黨交出五十年的政權，政治情勢丕變，陳水扁執政初期的路線，皆印證了施明德當年的主張。 台灣社會剛剛進入民主時期，由於30年的戒嚴統治才結束不久，政治風氣仍殘有舊時代的惡習。政黨仍像幫派或有三K黨的部份作風。對總統及執政黨的批評雖然已不會採取逮捕的鎮壓行動，但是，動用公權力、媒體力量或黨員對批評者，做人身攻擊、侮辱、醜化，在台灣仍是非常普遍的現象。 |

- 施明德提倡的中華民國模式的台灣獨立，後被民進黨放進台灣前途決議文。
- 施明德曾經是陳文茜心中的「再造老爸」。[71]
- 陈水扁曾在演讲中表示“施前主席一直是阿扁的前輩，也是最景仰的對象。”[72]。
- 前立法委员李敖在凤凰卫视的节目中表示，施明德是真英雄。
- 中國大陸社會活動家魏京生欣賞施明德對台灣民主化的貢獻。
- 前妻艾琳達認為，由於坐牢過久，施明德的生活習慣與立法委員或黨主席必須日理萬機的生活型態格格不入。並認為施“獨行俠和喜歡夜生活的作風，甚至無法讓他好好處理正事或與助理有條不紊地溝通。那些助理的貢獻幾乎徒勞無功，他則兀自享受記者與仰慕者無止境的阿諛奉承，而且沉溺於女人、飲酒和香菸。”在艾琳達看來，即使民進黨在2000年之後獲得執政權，施明德的立場與行動卻與其早年的理想背道而馳[73]。
- 新台湾国策智库创办人辜寬敏認為，發起倒扁運動，使施明德這一介英雄晚節不保。
- 施明德的第一任國會主任魚夫認為施明德「總是搞不清楚自己的歷史地位。」並認為有「台灣曼德拉」之稱的施明德，其人格特質其實比較像馬奎茲筆下的南美解放者玻利瓦爾。[74]

## 個人作品
2011年8月25日，施明德出版新書《常識：一個台灣人最好知道的事情》，他說道：「我這本《常識：一個台灣人最好知道的事》，寫的是我們已經生活在一個主權獨立的國家了，國人卻常常還在荒謬地爭執著「我們的國家」是否獨立？以及我們是那一國人？我只好像說故事那樣，告訴大家一些常識，讓二千三百萬台灣人民能夠團結起來，認清自己，迎戰二十一世紀的挑戰，不要再逗留在二十世紀的對抗、仇恨之中。」並且他提到，中華民國是一個主權獨立的國家，中華人民共和國是平等、互不隸屬的兩個政治實體、主權體，並且，中華民國即是台灣、台灣即是中華民國。
此外，他也指出，理想的全民總統，應成立大聯合政府，用人唯才、不分顏色，讓每個人都有機會為國家效力；其次是把總統制改為內閣制，因為總統制賦予領導人的權力太大，他提到當年向馬英九提及此事時，馬承諾當選後要修憲改為內閣制，現在卻完全跳票。並且他期許總統要領導大家化解上個世紀的仇恨，只有寬恕才是結束苦痛最美麗的句點。
施明德的回憶錄《能夠看到明天的太陽》，2018年12月10日於曾為美丽岛事件的軍法處看守所的喜來登飯店，舉行限量珍藏版發表會，施明德並宣布，決定用《能夠看到明天的太陽》募得資源，發起「血牆計劃」，在他們當年被槍殺的「血地」圍起「血牆」。
发表會上政界雲集，時任立法院长苏嘉全、前立法院院長王金平、前民主進步黨主席許信良、内政部前部长李鴻源、前立法委员陳文茜、國立臺灣大學校长管中閔、前臺中市市長張溫鷹、总统府前副秘书长马永成皆出席，此外還請到詩人向陽朗誦、歌手陳昇演唱。。
2021年12月，施明德出版1962～1964回憶錄《死囚》，同時再版1980年美麗島軍法大審最後答辯狀《施明德的政治遺囑》。 
2022年5月31日，出版《軍法大審》施明德回憶錄Ⅲ一九八○。
其他著作
- 1968年，譯作《真善美》（節譯自日本暢銷書《3分間の感話100選》[註 4]），第一出版社

- 1978年，《增設中央第四國會芻議》[註 5]（以化名“許一文”著作），春風出版社

- 1988年，《施明德的政治遺囑：美麗島軍法大審答辯全文》，前衛出版社

- 1992年，《囚室之春：施明德散文集》，前衛出版社，ISBN 9579512906

- 1995年，《施明德國會三年》，新台灣研究文教基金會

- 2001年，《閱讀施明德》，新台灣研究文教基金會

- 2002年，《永遠的主題：施明德與魏京生對談錄》，聯經出版，ISBN 9570825294

- 2002年，《無私的奉獻者／狂熱的革命者》，天下文化，ISBN 9864170430

- 2006年，《囚室之春》（更新版），寶瓶文化，ISBN 9867282671

- 2009年，《總指揮的告白》（2006紅衫軍運動三週年紀念），施明德講座基金會，ISBN 9789868552319

- 2010年，《叛亂．遺囑》（美麗島軍法大審30週年紀念），施明德講座基金會，ISBN 9789868552326

- 2011年，《常識：一個台灣人最好知道的事》，施明德講座基金會，ISBN 9789868552340

- 2012年，《Spring In A Prison Cell》（《囚室之春》英文版），施明德講座基金會，ISBN 9789868552371

- 2014年，《反抗的意志：1977-1979美麗島民主運動影像史》，施明德文化基金會，時報出版，ISBN 9789571361253

- 2018年，《能夠看到明天的太陽：施明德回憶錄1962-1964》，施明德文化基金會

- 2021年，《施明德的政治遺囑：美麗島軍法大審最後答辯狀》，時報出版，ISBN 9789571397412

- 2021年，《死囚：施明德回憶錄Ⅰ一九六二～一九六四》，時報出版，ISBN 9789571397405

- 2022年，《軍法大審：施明德回憶錄Ⅲ一九八○》，時報出版，ISBN 9786263353763

- 2023年，《金馬是引信，亦是誘餌？：遙送習總書記一束橄欖枝》，時報出版，ISBN 9786263743458

## 個人生活
施明德的青梅竹馬女友陳麗珠是他妹妹的小學同學。1960年生下了大女儿施雪蕙。1962年，施明德因图谋军事政变罪被判有期徒刑15年。1974年，陳麗珠於施明德囚禁12年餘後。1977年6月20日，施明德出獄第三天，陳麗珠曾要求補正離婚手續。然而此段婚姻關係於2009年5月21日經台北地院新店家事法庭判決「不存在」（新店家事法庭案號：98年度家訴字第56號）。
同日施明德發表聲明如下：

1. 昨日（2009.5.20）新店家事法庭判決確認本人與陳麗珠女士婚姻不成立（案號：98年度家訴字第56號，祥股）。陳麗珠不是施明德的前妻，請外界不要再誤稱。
2. 這本來是一件陳年舊案，不值一提。但一個多月前，收到陳麗珠在訟棍律師慫恿下具狀控告本人的狀子後，深覺不勝其擾，無奈只好依據事實及陳麗珠本人於法庭上的證詞，提出確認婚姻不成立之訴。
3. 陳麗珠自陳於1971年偽造文書辦理結婚登記。#今天特此公告社會，希望今後社會不再誤用施明德『前妻』稱呼陳女士，以免造成雙方困擾。

施明德與陳麗珠兩人育有兩女：
- 長女施雪蕙：1997年罹患肺嚴重纖維化，高雄榮民總醫院發病危通知給施明德，同時建議施雪蕙接受心肺移植手術。2005年4月，施雪蕙轉赴台大醫院等待器官移植，院方判定只需肺臟移植，降低心、肺同時移植的風險。同年5月26日，獲新光醫院腦死者器官捐贈，施雪蕙手術順利。當時台大醫院外科加護病房主任柯文哲表示，施雪蕙罹患一種簡稱LAM的罕見心肺纖維化病變，是台灣第四例因此而換肺的病人[80]。2024年7月15日，施雪蕙病逝，享壽64歲。[81]
- 次女施珮君：曾於2006年向自由時報投書批評其父所號召的紅潮（即百萬人民倒扁運動）[82]。

第一任妻子艾琳達（英语：Linda Gail Arrigo，1949年－）為革命伴侶，出生於美國，紐約州立大學社會系博士，現為台北醫學大學醫學人文研究所助理教授，台灣綠黨籍的人權運動者。1978年與施明德因政治原因結婚，1995年離婚，兩人無子女。
現任妻子陳嘉君大學時期曾參與野百合學運，施明德1990年出獄後相識，曾於擔任施1992年競選黨主席時短暫擔任貼身助理兼司機，漸生情愫。1995年施與艾琳達離婚後正式交往，1996年6月6日結婚，2004年2月28日於美國首府華盛頓補辦宗教結婚儀式。兩人育有兩女：
- 長女施蜜娜（出生年應在1998年）：小四後，自學於家。曾參與太陽花學運，撂話「來家裡逮捕我」 ，警方以「妨礙公務案」為由約談。
- 次女施笳（出生年應在1999年）：小三後，自學於家。

## 相關的傳記與學術研究
（按照作者姓氏漢語拼音順序排列）
- 陳素卿，2004，《監禁環境的人格研究：以監獄文學為例》。南華大學文學研究所碩士論文。
- 古淑芳，1999，《台灣黨外運動(1977-1986)：以黨外言論為中心之研究》。國立台灣師範大學歷史研究所碩士論文。
- 黃惠君整理，黃惠君、韋本採訪，1999，〈施明德〉，見新台灣文教基金會美麗島事件口述歷史編輯小組編，《走向美麗島：戰後反對意識的萌芽》，頁48-60。台北：時報文化。
- 李昂，1993，《施明德前傳》。台北：新台灣重建委員會。
- 馬一龍，1998，〈Shih Ming-teh Turns Paper to Money〉；見馬一龍，《Taiwan Personalities 台灣群英錄：一位外籍記者的訪談》，頁129-32。台北：書林出版有限公司。
- 施明雄，1998a，《白色恐怖黑暗時代台灣人受難史》。台北：前衛。
- 施明雄，1998b，《施家三兄弟的故事》。台北：前衛。
- 徐順全 (Chee Soon Juan)，1998，《To Be Free: Stories from Asia's Struggle Against Oppression》，Monash Asia Institute, Monash University, Australia。
- 徐瑛君，2003，《媒體呈現之候選人形象定位策略研究：以2002年高雄市長選舉為例》。世新大學傳播研究所碩士論文。
- 張為清編著，1980，《施明德落網記》。台北：大東方。
- 中央研究院近代史研究所《口述歷史》編輯委員會，2000，《口述歷史》第10期：〈蘇東啟政治案件專輯〉。台北：中央研究院近代史研究所。

## 其他
- 就國防部在2007年已解密的偵訊資料看來，施明德與柯旗化作為泰源事件主謀的嫌疑很低，然而，國民黨方面仍懷疑二人是幕後的主謀。林樹枝與施明德之兄施明雄在《台灣日報》引發對該事件的筆戰。林樹枝因撰寫一書內容涉及不實言論詆毀施明德，被施明德控告毀謗，一審地院判處有期徒刑10個月，林樹枝不服上訴，二審高等法院判定林樹枝誹謗事實確鑿，且未有悔意，因此將原判決撤銷，加重刑期為一年，但減為有期徒刑陸個月，本案定讞。台灣高等法院2009年6月4日判決主文如下：97年度上易字第2034號案判決主文：林樹枝因散布文字，而指摘足以毀損他人名譽之事，處有期徒刑壹年，減為有期徒刑陸個月，如易科罰金，以新臺幣壹仟元折算壹日。緩刑叁年；並應向自訴人施明德道歉。

## 外部連結
- 施明德發起的百萬人民倒扁運動
- 施明德文化基金會 （页面存档备份，存于）
- 施明德的Facebook專頁
- 施明德文化基金會的Facebook專頁
- YouTube上的施明德文化基金會頻道

| 政党职务      | 政党职务                                                 | 政党职务                           |
| ------------- | -------------------------------------------------------- | ---------------------------------- |
| 民主進步黨    |                                                          |                                    |
| 前任： 許信良 | 民主進步黨主席 代理、第六屆 1993年12月4日－1996年3月23日 | 繼任： 張俊宏（代理） 正任：許信良 |